# Torbellino (película)
Torbellino es una película española de 1941, una comedia dirigida por Luis Marquina y protagonizando por Estrellita Castro, Manuel Luna y Tony D'Algy. Fue producida por la compañía cinematográfica más grande de España de esos años, CIFESA.

## Reparto
- Estrellita Castro como Carmen Moreno.
- Manuel Luna como Segundo Izquierdo.
- Tony D'Algy como Carlos Miranda.
- Manolo Morán como Juan Barea.
- Fernando Freyre de Andrade como Fermín Ibáñez.
- Arturo Marín como Álvaro de Esquivias.
- José Marco Davó como Portero.
- Irene Caba Alba como Sra. Zaldívar
- Lily Vincenti como Carola Bianchi.
- Camino Garrigó Como Carmenchu.
- Eva Arión como Alicia.
- Xan das Bolas como Juan José.
- Jesús Castro Blanco
- María Cuevas